# توم كراوز
توم كراوز (بالفنلندية: Tom Krause)‏ هو مغني أوبرا ومغني فنلندي، ولد في 5 يوليو 1934 في هلسنكي في فنلندا، وتوفي في 6 ديسمبر 2013 في هامبورغ في ألمانيا.

## وصلات خارجية
- الموقع الرسمي
- توم كراوز على موقع IMDb (الإنجليزية)
- توم كراوز على موقع ميوزك برينز (الإنجليزية)
- توم كراوز على موقع أول ميوزيك (الإنجليزية)
- توم كراوز على موقع ديسكوغز (الإنجليزية)